# Rust in Peace
Rust in Peace – czwarty album thrash metalowego zespołu Megadeth, wydany w 1990 roku.

## Lista utworów
1. "Holy Wars... The Punishment Due" (muzyka: Mustaine, słowa: Mustaine) - 6:32
2. "Hangar 18" (muz. Mustaine, sł. Mustaine) - 5:14
3. "Take No Prisoners" (muz. Mustaine, sł. Mustaine) - 3:26
4. "Five Magics" (muz. Mustaine, sł. Mustaine) - 5:40
5. "Poison Was the Cure" (muz. Mustaine, sł. Mustaine) - 2:56
6. "Lucretia" - (muz. Mustaine, Ellefson, sł. Mustaine) 3:56
7. "Tornado of Souls" (muz. Mustaine, sł. Mustaine, Ellefson) - 5:19
8. "Dawn Patrol" (muz. Ellefson, sł. Mustaine) - 1:51
9. "Rust in Peace... Polaris" (muz. Mustaine, sł. Mustaine) - 5:44

Edycja z 2004 roku
1. "My Creation" (muz. Mustaine, Menza, sł. Mustaine) - 1:36
2. "Rust in Peace... Polaris" (demo) - 5:25
3. "Holy Wars... The Punishment Due" (demo) - 6:16
4. "Take No Prisoners" (demo) - 3:23

## Twórcy
Megadeth (nagrania albumowe)
- Dave Mustaine - wokal, gitara rytmiczna, gitara prowadząca
- David Ellefson - gitara basowa, chórki
- Marty Friedman - gitara prowadząca
- Nick Menza - perkusja, chórki

Megadeth (nagranie demo, edycja remasterowana)
- Dave Mustaine - wokal, gitara rytmiczna, gitara prowadząca
- David Ellefson - gitara basowa, chórki
- Chris Poland - gitara prowadząca
- Nick Menza - perkusja, chórki

Produkcja (wersja oryginalna)
- Dave Mustaine - producent
- Mike Clink - producent, inżynier dźwięku
- Micajah Ryan - inżynier dźwięku
- Andy Udoff - asystent inżyniera dźwięku
- Max Norman - miksowanie, mastering
- Ed Repka - okładka

Produkcja (edycja remasterowana)
- Dave Mustaine - producent, remiksowanie
- Ralph Patlan - remiksowanie, inżynier dźwięku
- Tom Baker - remastering